# Rivolta di Pietro Deljan
La rivolta di Pietro Deljan, dal nome del suo principale fomentatore, fu una grande ribellione scatenata dai bulgari contro il dominio bizantino nel 1040 e 1041. Dopo che già la regione della Doclea aveva ripudiato l'autorità di Bisanzio, altre comunità diedero luogo a delle proteste altrove, sia pur causate da fattori differenti. Nel caso dell'insurrezione capeggiata da Pietro Deljan, in particolare, un ampio numero di storici ha ricondotto le motivazioni alle vessatorie politiche fiscali bizantine, esasperate ulteriormente da periodi di siccità e penuria di raccolti. La ribellione coinvolse in principio Belgrado, dove Pietro Deljan, possibile nipote di Samuele di Bulgaria e figlio di una principessa ungherese, fu dichiarato zar bulgaro con il nome di Pietro II. Essa si propagò poi in cinque thema bizantini, ovvero quello di Sirmio, di Dyrrachion (qui guidata all'inizio da un altro slavo di nome Ticomiro), della Bulgaria, di Thessalonike e di Nicopoli, espandendosi in misura più contenuta anche nelle immediate vicinanze.
La portata e la diffusione capillare della rivolta bulgara contribuirono a svelare quanto effimero fosse il dominio bizantino in alcune aree della penisola balcanica. Gli insorti bulgari inflissero una pesante sconfitta all'impero nella battaglia di Tessalonica del 1040, ma i dissidi scoppiati tra Pietro e Alusiano, un suo parente dal carattere criptico che volle imporsi a capo delle operazioni, minarono i progressi ottenuti. L'esito della battaglia di Ostrovo del 1041 predeterminò infine l'insuccesso della rivolta.
Gli storici hanno fornito diverse chiari di lettura sulla figura di Pietro Deljan e sulle modalità con cui cercò di affermarsi al potere. Meno dubbi sono invece emersi in merito ad Alusiano, ritenuto in realtà una spia al servizio di Costantinopoli. Quanto ai risvolti pratici della fallita insurrezione, i bizantini non si prodigarono sufficientemente per farsi meglio apprezzare dalle comunità bulgare, limitandosi a intensificare sotto Michele V il Calafato la presenza militare nella regione.

## Contesto storico
Quando nel 1018 l'imperatore bizantino Basilio II Bulgaroctono sottomise definitivamente la Bulgaria, ne causò il crollo di quello che è conosciuto storicamente come primo impero bulgaro (per distinguerlo dal secondo di epoca basso-medievale). A seguito della morte di Basilio, avvenuta nel 1025, il quadro geopolitico nella penisola balcanica cominciò lentamente a tornare instabile e raggiunse il punto di massima criticità tra il 1034 e il 1036. In quella fase la regione della Doclea, tra gli attuali Stati di Montenegro e Albania, rifiutò di pagare i tributi di vassallaggio a Costantinopoli e respinse gli attacchi bizantini, divenendo di fatto autonoma. Altri cambiamenti verificatisi nella regione riguardarono l'ambito religioso: nel 1037 morì il vescovo Giovanni di Debar, un chierico di etnia slava che lo zar bulgaro Samuele aveva nominato patriarca a Ocrida e che, dopo la dissoluzione dell'impero bulgaro, era stato lasciato in carica come arcivescovo da Basilio II. L'imperatore bizantino Michele IV il Paflagone non lo sostituì con un altro slavo, preferendo un chierico greco di nome Leone che era in passato stato cartofilace della cattedrale di Santa Sofia; per giunta, la nomina ebbe luogo senza consultare i vescovi bulgari. Sebbene non sia chiaro se l'ascesa di Leone ebbe un impatto sugli eventi verificatisi successivamente, pare egli lasciò «un'impronta duratura nei circoli monastici della Bulgaria settentrionale, come dimostrano gli apocrifi prodotti in quell'area a metà dell'XI secolo».
Mentre la Doclea lottava per affermare la propria autonomia, la Bulgaria e la Macedonia erano rimaste estranee ai tumulti, ma quando verso il 1040 si susseguì un periodo di siccità e di cattivi raccolti lo scenario mutò. Persiste comunque un filone minoritario secondo cui vi sarebbe stato un qualche rapporto di cooperazione tra bulgari e doclei, ma nessun documento lascia desumere che vi fu un qualche genere di coinvolgimento. Al contempo, i successori di Basilio II, meno sensibili di lui alle condizioni dei bulgari, invertirono la sua politica fiscale e pretesero il pagamento delle tasse in natura anziché denaro, aumentando inoltre l'aliquota pretesa.

## La rivolta

### Pietro Deljan e Ticomiro
L'insoddisfazione latente per le politiche oppressive divenne sempre più palpabile nel 1040, finendo per venire cavalcata soprattutto da Pietro Deljan (forse più propriamente Odeljan), il quale sosteneva di essere figlio di Gavril Radomir, a sua volta figlio dello zar Samuele. Figura dalle origini incerte, le fonti bizantine forniscono versioni diverse su chi fosse davvero, considerandolo ora figlio di Gavril Radomir, ora figlio di Aronne (e se fosse questo il caso, Deljan avrebbe dovuto essere un uomo piuttosto anziano), il quale era uno dei fratelli di Samuele, ora ancora un uomo di bassa estrazione sociale. In molti hanno ritenuto verosimile il suo legame di parentela con Gavril Radomir, mentre altri hanno seguito soprattutto la ricostruzione compiuta dal sovietico G.G. Litavrin, rimanendo più scettici. Non si può escludere che questa disparità dei resoconti ad opera degli autori bizantini fosse consapevolmente legata al tentativo di screditare l'autorità di Deljan e di chi aveva arruolato alla sua lotta.

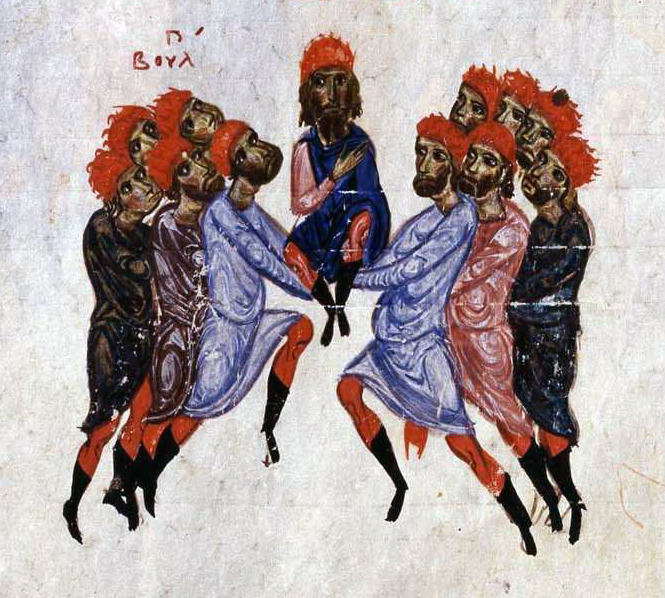
Pietro Deljan viene proclamato imperatore di Bulgaria a Belgrado

Rivendicando i diritti al trono e favorito dal tempestoso clima geopolitico locale, Pietro Deljan si fece incoronare sovrano della Bulgaria come Pietro II nel 1040 a Belgrado, proprio in concomitanza dei primi tafferugli verificatisi nel nord, in zone più lontane dal controllo bizantino. Secondo lo studioso moderno Florin Curta, Pietro era un nobile attivo nella regione di Belgrado, motivo per cui le operazioni di incoronazione dovettero risultare abbastanza agevoli; al contrario, John Fine ha lasciato intendere che la città fu probabilmente prima espugnata dai rivoltosi. Per rivendicare le sue pretese, lo storico bizantino Giovanni Scilitze afferma che Pietro Deljan si spinse verso meridione e, sostenuto da un gran numero di persone della popolazione locale, si impossessò di Niš e di Skopje.
L'imperatore bizantino chiese al governatore di Durazzo di inviare truppe per sedare i tumulti, ma sebbene avesse marciato contro i bulgari egli fu arrestato per tradimento e rimpiazzato da uno dei suoi subordinati, il quale però si inimicò diversi soldati di origine bulgara. I dissidi interni fagocitarono il caos e consentirono a un comandante slavo di Durazzo, un certo Ticomiro, di porsi a capo di questa sommossa. Deljan ritenne opportuno coordinare i due moti di ribellione, forse perché aspirava a comandare anche le forze di Ticomiro. Nonostante l'iniziale riavvicinamento, presto si verificarono delle incomprensioni e si decise di organizzare un'assemblea a Skopje per chiarire quale strategia seguire. L'incontro, però, ebbe degli esiti infausti e Ticomiro fu lapidato in quelle circostanze. Una fonte coeva sostiene che l'omicidio fosse stato consapevolmente pianificato da Pietro Deljan, consentendogli così di dichiararsi nuovamente imperatore nella città.
Dopo gli avvenimenti di Skopje, Pietro Deljan assunse il controllo dell'intero movimento e si impadronì poi di Durazzo, malgrado non sia nota se la sottrasse ai bizantini o se la avesse già prima presa a Ticomiro. Si può ipotizzare che, dopo l'uccisione di quest'ultimo, i suoi seguaci fossero a dir poco scontenti della gestione di Deljan. Nonostante ciò egli si era spinto più a sud con successo, raggiungendo il lago Prespa e occupando parte della Grecia settentrionale (dove si trovavano non solo greci, ma anche slavi [etichettati come bulgari] e valacchi). Nel tema di Nicopoli, in Epiro, era già in corso una rivolta indirizzata contro un esattore imperiale corrotto. Benché questi ribelli si fossero uniti a Deljan, secondo Giovanni Scilitze ciò avvenne soltanto perché essi erano insoddisfatti, per le eccessive tasse imperiali. I combattenti fedeli a Deljan causarono perlopiù scompiglio in Epiro e in Tessaglia, imponendosi verosimilmente per breve tempo in alcune parti.
Pur essendo gravemente ammalato, Michele IV si convinse a stroncare la minaccia rappresentata da Deljan guidando di persona contro di lui l'esercito. Messisi in marcia verso Tessalonica, i bulgari furono battuti in alcune battaglie minori combattute nei pressi di Serdica, ma ebbero modo di vendicarsi poco dopo sulle truppe imperiali. I vincitori inseguirono l'imperatore in fuga verso Costantinopoli, tesero un'imboscata e, alla fine, si impossessarono con successo di una parte del suo tesoro, perlopiù composto da beni in oro e in argento. È molto probabile che in quel frangente Deljan avesse nominato un proprio uomo a Demetriade, in Tessaglia, prima che il governatore di Tessalonica riuscisse a farlo prigioniero e a destituirlo.

### Alusiano

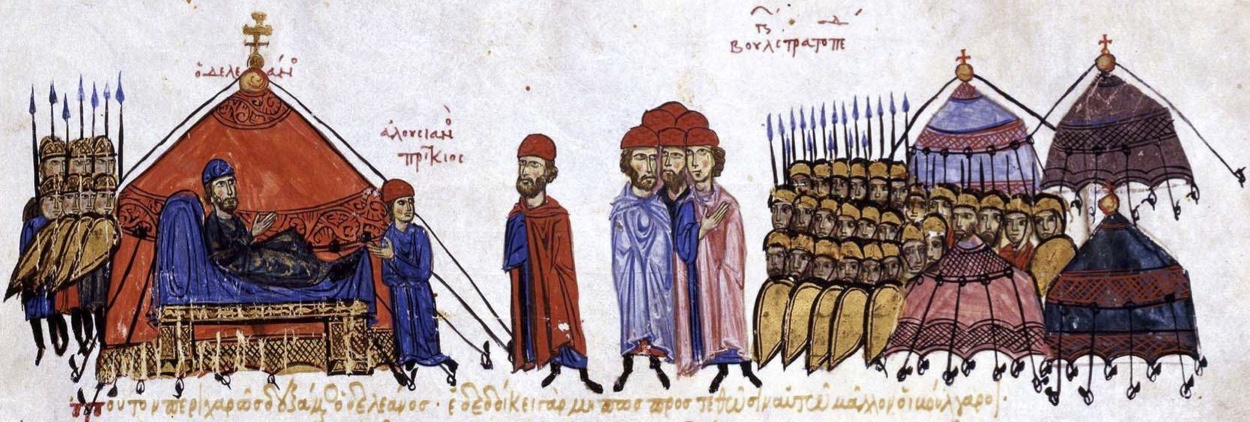
Alusiano (al centro) si presenta dinanzi all'accampamento dei bulgari e a Pietro Deljan. Miniatura tratta dallo Scilitze di Madrid

In tale turbolento contesto, un uomo chiamato nelle fonti bizantine Alusiano giunse in Bulgaria. Si trattava del nipote di Aronne di Bulgaria e del figlio dello zar Giovanni Ladislao, che aveva regnato per breve tempo nella Macedonia occidentale dal 1015 al 1018 dopo aver ucciso il cugino Gavril Radomir. Alusiano aveva vissuto per una decina d'anni in territorio bizantino e aveva anche ricoperto posizioni di spicco, essendo stato infatti in passato nominato governatore di Teodosiopoli, in Asia Minore. Presumibilmente i romei, conoscendo i rapporti tra i due rami della famiglia reale bulgaro-macedone, lo inviarono nella regione con la speranza di provocare una spaccatura tra i principali fomentatori. Sfruttando il suo ascendente e la sua personalità carismatica, attirò attorno a sé una rete di fedeli seguaci, tra cui anche dei vecchi sostenitori di Ticomiro, convinti che e fosse più opportuno nominare lui al comando delle sommosse. Nonostante alcuni tentativi di conciliare le proprie posizioni, presto i rapporti tra Alusiano e Deljan si deteriorarono ed entrambi cominciarono a guardarsi con sospetto, specialmente Pietro, il quale aveva capito che l'altro voleva sfidare la sua autorità. Malgrado le diffidenze reciproche, delle truppe bulgare guidate da Alusiano partirono alla volta di Tessalonica, ma gli assedianti caddero vittima di un'imboscata alle porte della città e la sortita si concluse con un disastro. Alusiano accusò Deljan delle gravi perdite subite dall'esercito, le quali avevano tra l'altro ridotto il numero di guerrieri su cui si poteva contare. In Pietro Deljan si instillarono dunque quasi definitivamente il dubbio di un tradimento e il timore che si potesse trattare di una spia bizantina la quale avesse di proposito perduto la battaglia per indebolire il vigore della ribellione. Più tardi, Alusiano invitò Deljan a un banchetto e ordinò ai suoi uomini di farlo accecare. Ciò rese decisamente marginale il ruolo di Pietro e Alusiano finì di fatto per assumere il controllo dell'intero movimento. Gli insorti si impegnarono dunque contro i romei in uno scontro dalle grandi proporzioni, la battaglia di Ostrovo, uscendone però battuti; il sostegno cominciò così a sfaldarsi e si dissolse poi gradualmente del tutto.

## Conseguenze

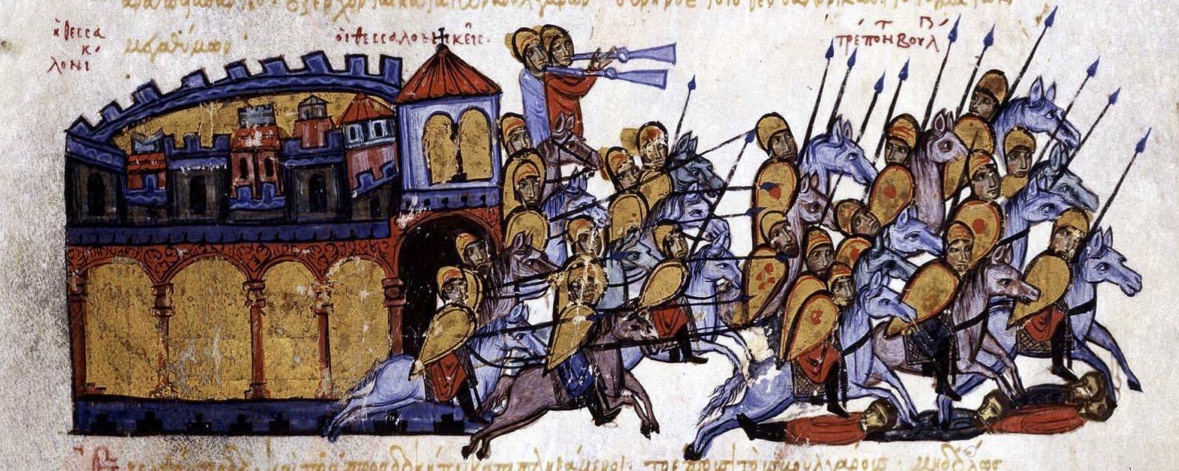
I bulgari guidati da Alusiano si ritirano dopo aver perso in battaglia contro i bizantini. Miniatura tratta dallo Scilitze di Madrid

Secondo una dubbia tradizione riferita dalle saghe norrene, l'insurrezione si placò quando Pietro Deljan fu catturato dal futuro re norvegese e fondatore di Oslo, Harald Hardråda, che all'epoca stava combattendo a capo delle guardie variaghe. Con l'estinguersi della rivolta, la famiglia di Alusiano si convinse a intraprendere delle trattative con Michele IV, con il quale negoziò un'amnistia. Dopo che l'imperatore accettò, Alusiano disertò pubblicamente a Costantinopoli, dove fu accolto con tutti gli onori. Privi di una propria guida, gli slavi cessarono di rappresentare una concreta minaccia e furono sedati nel 1041. Quando Michele IV considerò soppressa la minaccia, egli rientrò verso la capitale ma lo stato di salute appariva ormai irrimediabilmente compromesso. Poco dopo, nel 1042, il suo successore Michele V il Calafato si preoccupò di ricondurre all'ordine la Doclea di Stefano Vojislav, ma le operazioni si rivelarono infruttuose e non fu possibile ripristinare l'autorità imperiale.

## Giudizio storiografico
Lo studioso Florin Curta ha proposto una ricostruzione alternativa sulla figura di Pietro Deljan e su quanto da lui scatenato, affermando:
(Florin Curta, Southeastern Europe in the Middle Ages, 500-1250, p. 283)
Quanto ad Alusiano, le informazioni fornite dagli scritti medievali consentono di dedurre che fosse stato sempre segretamente affiliato ai bizantini, sabotando l'insurrezione dall'interno. Dopo aver raggiunto l'obiettivo, la sua famiglia si prodigò per ottenere l'amnistia e tornare così in pompa magna nell'impero. Ciò è confermato dal resoconto di Giovanni Cecaumeno sulle manovre da lui compiute; le sue azioni, infatti, sarebbero state talmente inconcepibili da risultare deliberate. Poco dopo la figlia di Alusiano, Anna, sposò l'importante aristocratico greco Romano Diogene, che in seguito salì addirittura al trono come Romano IV. La politica adottata dai bizantini dopo la rivolta non si rivelò comunque lungimirante, considerando che non venne ripristinato nessun privilegio prima vigente sotto Basilio II e fu semplicemente aumentata la presenza militare nelle province balcaniche critiche.